# TCHP
TCHP‏ (Trichoplein keratin filament binding) هوَ بروتين يُشَفر بواسطة جين TCHP في الإنسان.